# Lago Todos los Santos
Lago Todos los Santos (dosł. Jezioro Wszystkich Świętych) – duży powierzchniowo zbiornik wodny w południowym Chile.
Jezioro o powierzchni 178 km² leży 20 km na wschód od znacznie większego jeziora Llanquihue w południowochilijskim dystrykcie Los Lagos w pobliżu granicy z Argentyną. Znajduje się w całości w granicach najstarszego chilijskiego parku narodowego Vicente Pérez Rosales. Oprócz obfitych opadów charakterystycznych dla regionu, jezioro zasila kilka mniejszych rzek i potoków andyjskich, a jedyną rzeką wypływającą z niego jest Río Petrohué.
Zachodni brzeg jeziora jest dostępny drogą z Puerto Varas, a wschodni przez Argentynę. Oprócz tego wokół jeziora istnieją ścieżki piesze lub drogi dla pojazdów terenowych. W miesiącach letnich na jeziorze oprócz rejsów wycieczkowych działa jedna regularna linia żeglugowa. 
Jezioro Todos los Santos otoczone jest stromymi, zalesionymi górami i trzema dużymi wulkanami - Osorno od zachodu, Puntiagudo od północy i Tronador od wschodu. Osorno wykazuje w ostatnim czasie (2012) podwyższoną aktywność, podczas gdy oba pozostałe są wygasłe. Jezioro i okoliczne tereny leżą w pasie waldiwijskiego lasu deszczowego. 
Oprócz powszechnie używanej obecnej nazwy, jezioro miało również inne, spośród których najbardziej znana jest Lago Esmeralda. Okolica jest zamieszkała od co najmniej 12 tys. lat. Wielu osiadłych tu Mapuczów zostało na początku XVII w. zabitych, wypędzonych lub wziętych w niewolę przez hiszpańskich przybyszów.
W miejscowościach Petrohué, Peulla i w okolicy wodospadów na Río Petrohué istnieje niewielka infrastuktura turystyczna, jednak ze względu na długie istnienie parku narodowego, dopiero się rozwija. Oprócz turystyki trekkingowej i kajakowej również turystyka wędkarska zyskuje na znaczeniu. Río Petrohué jest uważana obecnie za jeden z najlepszych rewirów wędkarskich w Chile, jednak stało się to dzięki gatunkom, które pierwotnie nie były rodzimymi dla systemu Todos los Santos-Río Petrohué i teraz wywierają problematyczny wpływ na naturalną faunę rybną rzeki i jeziora.

## Geneza
Misa jeziora została wyrzeźbiona przez lodowiec w epoce lodowcowej, który spływał, wielokrotnie się rozgałęziając, z wulkanu Tronador w kierunku zachodnim do Pacyfiku. Tronador, wygasły wulkan na granicy z Argentyną, jest nadal jeszcze pokryty lodowcami. Po cofnięciu lodowca misa wypełniła się wodą i powstało bardzo duże jezioro, którego powierzchnia obejmowała obecne jeziora Llanquihue, Todos los Santos i otaczające tereny. Późniejsza działalność wulkaniczna, a szczególnie wulkanu Osorno oraz wypiętrzenia tektoniczne, rozdzieliły oba jeziora, tak że dzisiaj powierzchnia Todos los Santos leży 100 m wyżej od powierzchni Llanquihue. 

## Położenie
Misa jeziora ciągnie się ze wschodu na zachód przez prawie 40 km. Na zachodzie jezioro ma szerokość ok. 10 km, na wschodzie jest znacznie węższe. Na ok. 10 km w kierunku południowym sięga wąska zatoka Cayute Fjord. Na środku zachodniej części akwenu leży zalesiona wyspa Margarita o powierzchni ok. 100 ha. Całkowita długość linii brzegowej wynosi 125 km. Chociaż jezioro ma zaledwie 1/3 powierzchni jeziora Bodeńskiego, to jego objętość (34,4 km³) ze względu na dużą, średnią głębokość, stanowi 2/3 objętości jeziora Bodeńskiego. Dla porównania – jezioro Mamry, posiadające największą pojemność z polskie jezior, ma tylko ok. 1 km³. Jezioro jest zasilane przez 3 niewielkie rzeki i wiele potoków oraz przez obfite w ciągu całego roku opady. Całkowita powierzchnia zlewni wszystkich dopływów jest duża i wynosi ponad 3000 km². Jedyną rzeką wypływającą z jeziora jest Río Petrohué, która opuszcza je obok osiedla Petrohué na zachodnim brzegu i po niecałych 40 km wpada do fiordu Reloncaví. Wypływająca z jeziora woda w ilości ponad 270 m³/s tworzy w Río Petrohué znaczący przepływ. 

## Klimat
Na klimat wpływa bliskość Oceanu Spokojnego i częste zachodnie wiatry. Jest to wilgotny klimat chłodnej strefy umiarkowanej. Wschodnia cyrkulacja prawie na niego nie wpływa, a tylko przez niewiele dni w roku wieje ciepły, suchy, wschodni wiatr fenowy, zwany tu puelche. Między kwietniem i październikiem pada prawie codziennie. Miesiące od stycznia do marca są trochę suchsze, jednak w ciągu czterech na pięć dni trzeba się liczyć z chociaż niewielkim deszczem. Przeciętna ilość opadów na powierzchni jeziora wynosi 3000 mm/m². W otaczających górach jest znacznie wyższa. Temperatura w środku lata może osiągać 25 °C, zimą temperatura rzadko spada poniżej 0 °C. Średnia roczna temperatura waha się między 11 a 12 °C. Śnieg pada w niższych terenach tylko w ciągu niewielu dni, podczas gdy wyższe obszary są w czasie zimy pokryte śniegiem.

## Dane limnologiczne
Jezioro Todos los Santos jest ciepłym, głębokim jeziorem monomiktycznym i oligotroficznym. Jakość wody ze względu na brak przemysłu w całym zlewisku, umiarkowanej do tej pory turystyce i istnieniu tylko kilku większych gospodarstw rolnych jest bardzo dobra. Produkcja fito- i zooplanktonu jest niska. Czas wymiany wody wynosi 4 lata. Temperatura powierzchniowa wody wynosi zimą  ok. 7 °C, a latem sięga powyżej 15 °C. Jezioro nigdy nie zamarza. Ze względu na zależną od pór roku intensywność opadów i fakt, że w czasie zimowych miesięcy część opadów to śnieg, który nie od razu spływa do jeziora, jego poziom waha się sezonowo nawet do 3 metrów. Zwykle w środku zimy jest najniższy, a najwyższy w pierwszym miesiącu lata.

## Ichtiofauna
Ichtiofauna jeziora Todos los Santos była pierwotnie uboga zarówno w gatunki, jak i liczbę egzemplarzy. Spowodowane ty było z jednej strony oligotroficznymi warunkami jeziora, a z drugiej specyficznymi uwarunkowaniami chilijskimi, gdzie z powodu krótkich rzek, które dodatkowo są od siebie odizolowane, nie mogła powstać bogata gatunkowo ichtiofauna słodkowodna. Pierwotnie w systemie jeziornym i rzecznym Todos los Santos zadomowione były tylko cztery gatunki ryb: Perca trucha z rodziny okoniowatych, która może osiągnąć długość do 40 cm, bagre (Trichomycterus sp. areolatus?) - ryba z rodziny Trichomycteridae, Peladilla (Aplochiton taeniatus) z rodziny galaksowatych oraz Basilichthys australis z rodziny Atherinopsidae, która jest endemiczna dla Chile i jest nazywana w regionie Pejerrey. Zgodnie z tą nazwą (pejerrey = ryba królewska) jest ona szczególnie ceniona przez smakoszy. Nadające się do celów wędkarskich łososiowate dziesiątkują stan wszystkich czterech miejscowych gatunków. Peladilla i pejerrey od dłuższego czasu nie były łowione i być może już zniknęły z jeziora.
Dzisiaj przeważają w systemie rzecznym i jeziorowym obce gatunki jak: pstrąg potokowy, pstrąg tęczowy, łosoś szlachetny, kiżucz i czawycza. Stan prawie wszystkich tych gatunków można utrzymać tylko przez regularne zarybianie. Jedynie pierwotnie północnopacyficzna czawycza rozwinęła tutaj stałe populacje i nowe zwyczaje wędrowne, od kiedy prawdopodobnie w latach 80. XX wieku uciekły z farm hodowlanych lub też zostały wypuszczone.

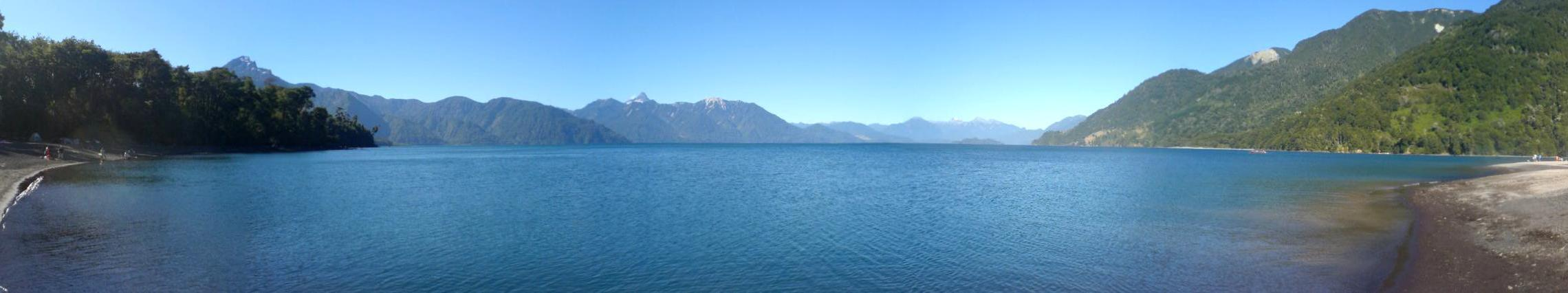
Widok z campingu na zachodnim brzegu w kierunku wschodnim w pobliżu Río Petrohué